# Élections municipales de 2001 en Chaudière-Appalaches
Les élections municipales québécoises de 2001 se déroulent le 4 novembre 2001. Elles permettent d'élire les maires et les conseillers de chacune des municipalités locales du Québec, ainsi que les préfets de quelques municipalités régionales de comté.

## Chaudière-Appalaches

### Armagh
| Poste/District              | Élu              | Type d'élection |
| --------------------------- | ---------------- | --------------- |
| Maire                       | Romain Corriveau | Scrutin         |
| Taux de participation: 69 % |                  |                 |

### Berthier-sur-Mer
| Poste/District              | Élu           | Type d'élection |
| --------------------------- | ------------- | --------------- |
| Maire                       | Rosario Bossé | Scrutin         |
| Taux de participation: 55 % |               |                 |

### Cap-Saint-Ignace
| Poste/District             | Élu              | Type d'élection |
| -------------------------- | ---------------- | --------------- |
| Maire                      | Marcel Catellier | Sans opposition |
| Taux de participation: n/a |                  |                 |

### Disraeli (paroisse)
| Poste/District             | Élu            | Type d'élection |
| -------------------------- | -------------- | --------------- |
| Maire                      | André Gosselin | Sans opposition |
| Taux de participation: n/a |                |                 |

### Disraeli (ville)
| Poste/District              | Élu            | Type d'élection |
| --------------------------- | -------------- | --------------- |
| Maire                       | Yvon Jolicoeur | Scrutin         |
| Taux de participation: 74 % |                |                 |

### Dosquet
| Poste/District             | Élu             | Type d'élection |
| -------------------------- | --------------- | --------------- |
| Maire                      | Rénald Mongrain | Sans opposition |
| Taux de participation: n/a |                 |                 |

### East Broughton
| Poste/District              | Élu          | Type d'élection |
| --------------------------- | ------------ | --------------- |
| Maire                       | Paul Grenier | Sans opposition |
| Taux de participation: 81 % |              |                 |

### Frampton
| Poste/District              | Élu           | Type d'élection |
| --------------------------- | ------------- | --------------- |
| Maire                       | Sonia Paradis | Sans opposition |
| Taux de participation: 77 % |               |                 |

### Honfleur
| Poste/District             | Élu          | Type d'élection |
| -------------------------- | ------------ | --------------- |
| Maire                      | Marcel Blais | Sans opposition |
| Taux de participation: n/a |              |                 |

### Kinnear's Mills
| Poste/District             | Élu            | Type d'élection |
| -------------------------- | -------------- | --------------- |
| Maire                      | Marquis Bédard | Sans opposition |
| Taux de participation: n/a |                |                 |

### La Durantaye
| Poste/District             | Élu                     | Type d'élection |
| -------------------------- | ----------------------- | --------------- |
| Maire                      | Andrée C.-D. Lamontagne | Sans opposition |
| Taux de participation: n/a |                         |                 |

### La Guadeloupe
| Poste/District             | Élu             | Type d'élection |
| -------------------------- | --------------- | --------------- |
| Maire                      | Serge Philippon | Sans opposition |
| Taux de participation: n/a |                 |                 |

### Lac-Etchemin
| Poste/District              | Élu             | Type d'élection |
| --------------------------- | --------------- | --------------- |
| Maire                       | Jean-Guy Breton | Scrutin         |
| Taux de participation: 53 % |                 |                 |

### Lac-Frontière
| Poste/District             | Élu                          | Type d'élection |
| -------------------------- | ---------------------------- | --------------- |
| Maire                      | Jeanne-Mance Dusablon-Bolduc | Sans opposition |
| Taux de participation: n/a |                              |                 |

### Lévis
| Poste/District              | Élu        | Type d'élection |
| --------------------------- | ---------- | --------------- |
| Maire                       | Jean Garon | Scrutin         |
| Taux de participation: 56 % |            |                 |

### Montmagny
| Poste/District              | Élu                 | Type d'élection |
| --------------------------- | ------------------- | --------------- |
| Maire                       | Jean-Claude Croteau | Scrutin         |
| Taux de participation: 59 % |                     |                 |

### Notre-Dame-Auxiliatrice-de-Buckland
| Poste/District              | Élu                | Type d'élection |
| --------------------------- | ------------------ | --------------- |
| Maire                       | Jean-Eudes Lemieux | Scrutin         |
| Taux de participation: 62 % |                    |                 |

### Notre-Dame-des-Pins
| Poste/District             | Élu             | Type d'élection |
| -------------------------- | --------------- | --------------- |
| Maire                      | Viateur Boucher | Sans opposition |
| Taux de participation: n/a |                 |                 |

### Notre-Dame-du-Rosaire
| Poste/District             | Élu                 | Type d'élection |
| -------------------------- | ------------------- | --------------- |
| Maire                      | Jean-Pierre Desprès | Sans opposition |
| Taux de participation: n/a |                     |                 |

### Notre-Dame-du-Sacré-Cœur-d'Issoudun
| Poste/District             | Élu         | Type d'élection |
| -------------------------- | ----------- | --------------- |
| Maire                      | Michel Côté | Sans opposition |
| Taux de participation: n/a |             |                 |

### Sacré-Cœur-de-Jésus
| Poste/District             | Élu        | Type d'élection |
| -------------------------- | ---------- | --------------- |
| Maire                      | Marcel Roy | Sans opposition |
| Taux de participation: n/a |            |                 |

### Saint-Adalbert
| Poste/District             | Élu             | Type d'élection |
| -------------------------- | --------------- | --------------- |
| Maire                      | René Laverdière | Sans opposition |
| Taux de participation: n/a |                 |                 |

### Saint-Alfred
| Poste/District             | Élu              | Type d'élection |
| -------------------------- | ---------------- | --------------- |
| Maire                      | Laurent Veilleux | Sans opposition |
| Taux de participation: n/a |                  |                 |

### Saint-Anselme
| Poste/District             | Élu             | Type d'élection |
| -------------------------- | --------------- | --------------- |
| Maire                      | Jacques Normand | Sans opposition |
| Taux de participation: n/a |                 |                 |

### Saint-Antoine-de-Tilly
| Poste/District              | Élu               | Type d'élection |
| --------------------------- | ----------------- | --------------- |
| Maire                       | Robert A.-Boucher | Scrutin         |
| Taux de participation: 70 % |                   |                 |

### Saint-Benjamin
| Poste/District             | Élu              | Type d'élection |
| -------------------------- | ---------------- | --------------- |
| Maire                      | Richard Turcotte | Sans opposition |
| Taux de participation: n/a |                  |                 |

### Saint-Bernard
| Poste/District             | Élu              | Type d'élection |
| -------------------------- | ---------------- | --------------- |
| Maire                      | Liboire Lefebvre | Sans opposition |
| Taux de participation: n/a |                  |                 |

### Saint-Charles-de-Bellechasse
| Poste/District             | Élu                     | Type d'élection |
| -------------------------- | ----------------------- | --------------- |
| Maire                      | Charles-Eugène Blanchet | Sans opposition |
| Taux de participation: n/a |                         |                 |

### Saint-Côme–Linière
| Poste/District              | Élu             | Type d'élection |
| --------------------------- | --------------- | --------------- |
| Maire                       | Gabriel Giguère | Scrutin         |
| Taux de participation: 63 % |                 |                 |

### Saint-Damase-de-L'Islet
| Poste/District             | Élu              | Type d'élection |
| -------------------------- | ---------------- | --------------- |
| Maire                      | Jacques Bélanger | Sans opposition |
| Taux de participation: n/a |                  |                 |

### Saint-Damien-de-Buckland
| Poste/District             | Élu         | Type d'élection |
| -------------------------- | ----------- | --------------- |
| Maire                      | Hervé Blais | Sans opposition |
| Taux de participation: n/a |             |                 |

### Saint-Édouard-de-Lotbinière
| Poste/District             | Élu              | Type d'élection |
| -------------------------- | ---------------- | --------------- |
| Maire                      | Bernard C. Lemay | Sans opposition |
| Taux de participation: n/a |                  |                 |

### Saint-Éphrem-de-Beauce
| Poste/District             | Élu         | Type d'élection |
| -------------------------- | ----------- | --------------- |
| Maire                      | Luc Lemieux | Sans opposition |
| Taux de participation: n/a |             |                 |

### Saint-Évariste-de-Forsyth
| Poste/District             | Élu            | Type d'élection |
| -------------------------- | -------------- | --------------- |
| Maire                      | Mario Veilleux | Sans opposition |
| Taux de participation: n/a |                |                 |

### Saint-Gédéon
| Poste/District             | Élu            | Type d'élection |
| -------------------------- | -------------- | --------------- |
| Maire                      | Francis Moreau | Sans opposition |
| Taux de participation: n/a |                |                 |

### Saint-Gédéon-de-Beauce
| Poste/District             | Élu             | Type d'élection |
| -------------------------- | --------------- | --------------- |
| Maire                      | Pascal Lachance | Sans opposition |
| Taux de participation: n/a |                 |                 |

### Saint-Georges
| Poste/District             | Élu           | Type d'élection |
| -------------------------- | ------------- | --------------- |
| Maire                      | Roger Carette | Sans opposition |
| Taux de participation: n/a |               |                 |

### Saint-Gervais
| Poste/District              | Élu            | Type d'élection |
| --------------------------- | -------------- | --------------- |
| Maire                       | Jacques Nadeau | Scrutin         |
| Taux de participation: 66 % |                |                 |

### Saint-Gilles
| Poste/District              | Élu            | Type d'élection |
| --------------------------- | -------------- | --------------- |
| Maire                       | Gérald Lemoyne | Sans opposition |
| Taux de participation: 47 % |                |                 |

### Saint-Hilaire-de-Dorset
| Poste/District             | Élu            | Type d'élection |
| -------------------------- | -------------- | --------------- |
| Maire                      | Renaud Tanguay | Sans opposition |
| Taux de participation: n/a |                |                 |

### Saint-Isidore
| Poste/District             | Élu                 | Type d'élection |
| -------------------------- | ------------------- | --------------- |
| Maire                      | Jean-Pierre Couture | Sans opposition |
| Taux de participation: n/a |                     |                 |

### Saint-Jacques-de-Leeds
| Poste/District             | Élu            | Type d'élection |
| -------------------------- | -------------- | --------------- |
| Maire                      | Daniel Fillion | Sans opposition |
| Taux de participation: n/a |                |                 |

### Saint-Jacques-le-Majeur-de-Wolfestown
| Poste/District             | Élu            | Type d'élection |
| -------------------------- | -------------- | --------------- |
| Maire                      | Steven Laprise | Sans opposition |
| Taux de participation: n/a |                |                 |

### Saint-Janvier-de-Joly
| Poste/District             | Élu             | Type d'élection |
| -------------------------- | --------------- | --------------- |
| Maire                      | Bernard Fortier | Sans opposition |
| Taux de participation: n/a |                 |                 |

### Saint-Jean-de-Brébeuf
| Poste/District             | Élu            | Type d'élection |
| -------------------------- | -------------- | --------------- |
| Maire                      | Ghyslain Hamel | Sans opposition |
| Taux de participation: n/a |                |                 |

### Saint-Jean-Port-Joli
| Poste/District             | Élu           | Type d'élection |
| -------------------------- | ------------- | --------------- |
| Maire                      | Normand Caron | Sans opposition |
| Taux de participation: n/a |               |                 |

### Saint-Joseph-de-Coleraine
| Poste/District              | Élu          | Type d'élection |
| --------------------------- | ------------ | --------------- |
| Maire                       | André Legris | Sans opposition |
| Taux de participation: 69 % |              |                 |

### Saint-Joseph-des-Érables
| Poste/District             | Élu           | Type d'élection |
| -------------------------- | ------------- | --------------- |
| Maire                      | Gaston Vachon | Sans opposition |
| Taux de participation: n/a |               |                 |

### Saint-Jules
| Poste/District             | Élu             | Type d'élection |
| -------------------------- | --------------- | --------------- |
| Maire                      | Janvier Grondin | Sans opposition |
| Taux de participation: n/a |                 |                 |

### Saint-Julien
| Poste/District             | Élu             | Type d'élection |
| -------------------------- | --------------- | --------------- |
| Maire                      | Jacques Laprise | Sans opposition |
| Taux de participation: n/a |                 |                 |

### Saint-Lambert-de-Lauzon
| Poste/District              | Élu               | Type d'élection |
| --------------------------- | ----------------- | --------------- |
| Maire                       | Jacques Pelletier | Scrutin         |
| Taux de participation: 53 % |                   |                 |

### Saint-Léon-de-Standon
| Poste/District             | Élu         | Type d'élection |
| -------------------------- | ----------- | --------------- |
| Maire                      | Diane Dumas | Sans opposition |
| Taux de participation: n/a |             |                 |

### Saint-Louis-de-Gonzague
| Poste/District             | Élu          | Type d'élection |
| -------------------------- | ------------ | --------------- |
| Maire                      | Russel Gagné | Sans opposition |
| Taux de participation: n/a |              |                 |

### Saint-Luc-de-Bellechasse
| Poste/District             | Élu          | Type d'élection |
| -------------------------- | ------------ | --------------- |
| Maire                      | Yvon Faucher | Sans opposition |
| Taux de participation: n/a |              |                 |

### Saint-Magloire
| Poste/District             | Élu            | Type d'élection |
| -------------------------- | -------------- | --------------- |
| Maire                      | Marcel Asselin | Sans opposition |
| Taux de participation: n/a |                |                 |

### Saint-Malachie
| Poste/District             | Élu              | Type d'élection |
| -------------------------- | ---------------- | --------------- |
| Maire                      | Jean-Marc Paquet | Sans opposition |
| Taux de participation: n/a |                  |                 |

### Saint-Michel-de-Bellechasse
| Poste/District              | Élu             | Type d'élection |
| --------------------------- | --------------- | --------------- |
| Maire                       | Léonard Leclerc | Sans opposition |
| Taux de participation: 63 % |                 |                 |

### Saint-Nérée
| Poste/District             | Élu           | Type d'élection |
| -------------------------- | ------------- | --------------- |
| Maire                      | Nancy Godbout | Sans opposition |
| Taux de participation: n/a |               |                 |

### Saint-Odilon-de-Cranbourne
| Poste/District             | Élu         | Type d'élection |
| -------------------------- | ----------- | --------------- |
| Maire                      | André Labbé | Sans opposition |
| Taux de participation: n/a |             |                 |

### Saint-Omer
| Poste/District              | Élu                     | Type d'élection |
| --------------------------- | ----------------------- | --------------- |
| Maire                       | Réjeanne Godbout-Fortin | Scrutin         |
| Taux de participation: 69 % |                         |                 |

### Saint-Paul-de-Montminy
| Poste/District             | Élu           | Type d'élection |
| -------------------------- | ------------- | --------------- |
| Maire                      | Émile Tanguay | Sans opposition |
| Taux de participation: n/a |               |                 |

### Saint-Philibert
| Poste/District             | Élu            | Type d'élection |
| -------------------------- | -------------- | --------------- |
| Maire                      | Pascal Loignon | Sans opposition |
| Taux de participation: n/a |                |                 |

### Saint-Pierre-de-Broughton
| Poste/District             | Élu            | Type d'élection |
| -------------------------- | -------------- | --------------- |
| Maire                      | Jean-Marie Roy | Sans opposition |
| Taux de participation: n/a |                |                 |

### Saint-Pierre-de-la-Rivière-du-Sud
| Poste/District             | Élu                | Type d'élection |
| -------------------------- | ------------------ | --------------- |
| Maire                      | Hilaire Létourneau | Sans opposition |
| Taux de participation: n/a |                    |                 |

### Saint-Prosper
| Poste/District             | Élu           | Type d'élection |
| -------------------------- | ------------- | --------------- |
| Maire                      | Gilles Boivin | Sans opposition |
| Taux de participation: n/a |               |                 |

### Saint-Raphaël
| Poste/District              | Élu            | Type d'élection |
| --------------------------- | -------------- | --------------- |
| Maire                       | Michel Michaud | Scrutin         |
| Taux de participation: 56 % |                |                 |

### Saint-René
| Poste/District              | Élu              | Type d'élection |
| --------------------------- | ---------------- | --------------- |
| Maire                       | Jean-Guy Deblois | Scrutin         |
| Taux de participation: 78 % |                  |                 |

### Saint-Roch-des-Aulnaies
| Poste/District             | Élu           | Type d'élection |
| -------------------------- | ------------- | --------------- |
| Maire                      | André Drapeau | Sans opposition |
| Taux de participation: n/a |               |                 |

### Saint-Séverin
| Poste/District             | Élu               | Type d'élection |
| -------------------------- | ----------------- | --------------- |
| Maire                      | Jean-Noël Ouellet | Sans opposition |
| Taux de participation: n/a |                   |                 |

### Saint-Simon-les-Mines
| Poste/District             | Élu           | Type d'élection |
| -------------------------- | ------------- | --------------- |
| Maire                      | Martin Busque | Sans opposition |
| Taux de participation: n/a |               |                 |

### Saint-Théophile
| Poste/District             | Élu           | Type d'élection |
| -------------------------- | ------------- | --------------- |
| Maire                      | Michel Paquet | Sans opposition |
| Taux de participation: n/a |               |                 |

### Saint-Victor
| Poste/District             | Élu               | Type d'élection |
| -------------------------- | ----------------- | --------------- |
| Maire                      | Jean-Paul Bernard | Sans opposition |
| Taux de participation: n/a |                   |                 |

### Sainte-Apolline-de-Patton
| Poste/District              | Élu            | Type d'élection |
| --------------------------- | -------------- | --------------- |
| Maire                       | Gilles Couture | Scrutin         |
| Taux de participation: 71 % |                |                 |

### Sainte-Aurélie
| Poste/District             | Élu             | Type d'élection |
| -------------------------- | --------------- | --------------- |
| Maire                      | Gérard Bélanger | Sans opposition |
| Taux de participation: n/a |                 |                 |

### Sainte-Croix
| Poste/District              | Élu          | Type d'élection |
| --------------------------- | ------------ | --------------- |
| Maire                       | Jean Lecours | Scrutin         |
| Taux de participation: 55 % |              |                 |

### Sainte-Euphémie-sur-Rivière-du-Sud
| Poste/District              | Élu          | Type d'élection |
| --------------------------- | ------------ | --------------- |
| Maire                       | Denis Giroux | Scrutin         |
| Taux de participation: 49 % |              |                 |

### Sainte-Hénédine
| Poste/District              | Élu          | Type d'élection |
| --------------------------- | ------------ | --------------- |
| Maire                       | Yvon Asselin | Scrutin         |
| Taux de participation: 78 % |              |                 |

### Sainte-Justine
| Poste/District             | Élu                | Type d'élection |
| -------------------------- | ------------------ | --------------- |
| Maire                      | Marcel Morrissette | Sans opposition |
| Taux de participation: n/a |                    |                 |

### Sainte-Lucie-de-Beauregard
| Poste/District             | Élu             | Type d'élection |
| -------------------------- | --------------- | --------------- |
| Maire                      | Pierre Lachance | Sans opposition |
| Taux de participation: n/a |                 |                 |

### Sainte-Perpétue
| Poste/District              | Élu               | Type d'élection |
| --------------------------- | ----------------- | --------------- |
| Maire                       | Maurice Pelletier | Scrutin         |
| Taux de participation: 66 % |                   |                 |

### Sainte-Praxède
| Poste/District             | Élu             | Type d'élection |
| -------------------------- | --------------- | --------------- |
| Maire                      | Gérald McKenzie | Sans opposition |
| Taux de participation: n/a |                 |                 |

### Sainte-Rose-de-Watford
| Poste/District              | Élu              | Type d'élection |
| --------------------------- | ---------------- | --------------- |
| Maire                       | Hector Provençal | Scrutin         |
| Taux de participation: 78 % |                  |                 |

### Sainte-Sabine
| Poste/District             | Élu          | Type d'élection |
| -------------------------- | ------------ | --------------- |
| Maire                      | Denis Boutin | Sans opposition |
| Taux de participation: n/a |              |                 |

### Saints-Anges
| Poste/District              | Élu            | Type d'élection |
| --------------------------- | -------------- | --------------- |
| Maire                       | Clément Drouin | Scrutin         |
| Taux de participation: 76 % |                |                 |

### Tring-Jonction
| Poste/District             | Élu               | Type d'élection |
| -------------------------- | ----------------- | --------------- |
| Maire                      | Christian Jacques | Sans opposition |
| Taux de participation: n/a |                   |                 |

### Val-Alain
| Poste/District             | Élu            | Type d'élection |
| -------------------------- | -------------- | --------------- |
| Maire                      | Rénald Grondin | Sans opposition |
| Taux de participation: n/a |                |                 |

### Vallée-Jonction
| Poste/District              | Élu           | Type d'élection |
| --------------------------- | ------------- | --------------- |
| Maire                       | Lise Cloutier | Scrutin         |
| Taux de participation: 68 % |               |                 |